# Manfria
Manfria is een plaats (frazione) in de Italiaanse gemeente Gela.